# Verigar
Verigar je serija znamk, ki so bile izdane in dane v poštni promet kmalu po razpadu Avstro-Ogrske in veljajo za prve jugoslovanske oz. »slovenske« poštne znamke. 

## Zgodovina
Leta 1918 je poštna direkcija v Ljubljani razpisala natečaj za osnutek prvih jugoslovanskih znamk in povabila k sodelovanju tudi slikarja Ivana Vavpotiča. Na natečaju so bile izbrane njegove predloge z motivom sužnja, ki trga verige. Model za »verigarja« je bil telovadec Stane Derganc, simbolični pomen pa ima tudi gorata pokrajina v ozadju, ki jo ožarja zarja svobode.

## Tisk in uporaba
Kljub napisoma »Država SHS« v cirilici (zgoraj) in v latinici (spodaj) so prve znamke iz te serije dejansko prišle v poštni promet šele leta 1919, ko se je Država SHS že združila s Kraljevino Srbijo v Kraljevino SHS.
Prve znamke, ki so jih tiskali v tiskarni Jožeta Blaznika v Ljubljani, so najprej uporabljali v Sloveniji, na Hrvaškem, v Bosni in Hercegovini in v Vojvodini. Ker se je kmalu pokazalo, da ena tiskarna ne bo zmogla tako velikih naklad, so znamke začeli tiskati tudi v tedanji tiskarni v Vevčah (v času stavke jeseni 1919 pa tudi na Dunaju). 
Znamke se sicer ločijo po barvi in izpisani vrednosti v avstro-ogrskih kronah, zaradi naglice pri tiskanju, različnega papirja, prelivanja barv, nenatančnega tiskanja in obrezovanja ter majhnih razlik med znamkami različnih naklad iz iste serije so postale te znamke zelo zanimive in iskane med filatelisti.

### Razlike
Najbolj zveste izvirniku so bile znamke iz Blaznikove tiskarne, natisnjene v kamnotisku, znamke drugih dveh tiskarn pa se v marsičem ločijo od slikarjeve predloge. Razlike so se pojavile predvsem v sončnih žarkih, verigah, velikosti števk nominalnih vrednosti, debelini črt in vijug, različno širokih presledkih...

## 75-letnica slovenske poštne uprave
Ob 75-letnici slovenske poštne uprave je Pošta Slovenije 19. marca 1993 izdala priložnostno znamko, na kateri je ponovno upodobljen motiv verigarja.

## Obeležitev 100. obletnice
Ob 100. obletnici izida prvih slovenskih poštnih znamk je Pošta Slovenije izdala znamko v poli po 25 znamk, spremljata pa jo tudi ovitek in žig prvega dne. Znamka predstavlja portret slikarja Ivana Vavpotiča in motiv ene izmed znamk serije Verigar.